# STS-64
STS-64 (ang. Space Transportation System) – dziewiętnasta misja wahadłowca kosmicznego Discovery i sześćdziesiąta czwarta programu lotów wahadłowców.

## Załoga
źródło
- Richard Richards (4)*, dowódca
- L. Blaine Hammond (2), pilot
- Jerry Linenger (1), specjalista misji 1
- Susan Helms (2), specjalista misji 2
- Carl Meade (3), specjalista misji 3
- Mark Lee (3), specjalista misji 4

*(liczba w nawiasie oznacza liczbę lotów odbytych przez każdego z astronautów)

## Cel misji
Umieszczenie na orbicie, a następnie przechwycenie satelity astronomicznego Spartan-201 oraz badanie atmosfery ziemskiej przy pomocy laserowego urządzenia LITE (Lidar Space Technology Experiment).
 Satelita Spartan był wyposażony w dwa teleskopy, przez które obserwował Słońce. Do jego umieszczenia poza ładownią promu i ponownego umieszczenia na pokładzie wahadłowca wystarczył manipulator. Kosmiczny spacer nie był już konieczny.

## Parametry misji
- Masa:
  - startowa orbitera: 109 512 kg[2]
  - lądującego orbitera: 96 086 kg[2]
  - ładunku: 9260 kg[2]
- Perygeum: 259 km[5]
- Apogeum: 269 km[5]
- Inklinacja: 56,9°[5]
- Okres orbitalny: 89,5 min[5]

## Spacer kosmiczny
EVA (16 września 1994, 6 godz. 51 min): M. Lee, C. Meade.